# Aeropuerto de Sumburgh
El Aeropuerto de Sumburgh (código IATA: LSI, ICAO: EGPB) es el aeropuerto principal que sirve a las islas Shetland en Escocia. Se encuentra en el extremo sur de la península, 17 millas náuticas (31 km) al sur de Lerwick. El aeropuerto es propiedad de Highlands and Islands Airports Limited (HIAL) y es atendido por Loganair así como a veces estacionalmente por Atlantic Airways.
El aeropuerto es inusual, ya que tiene una pista de 550 m para aterrizaje de helicópteros en lugar de un helipuerto habitual. El extremo occidental de la pista 09 cruza la carretera A970 entre Sumburgh y el norte del continente. El acceso es controlado por un paso a nivel con las barreras bajas cada vez que un vuelo está despegando o aterrizando.
El 1 de abril de 1995, se transfirió la propiedad de la compañía de la Autoridad de Aviación Civil del Reino Unido al Secretario de Estado de Escocia y, posteriormente, a los ministros escoceses.

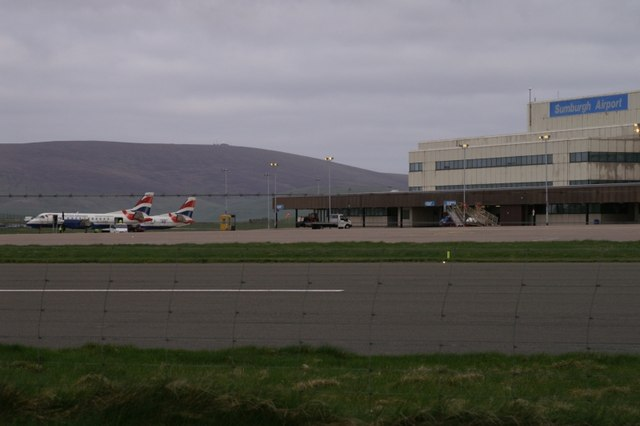

HIAL recibe subvenciones de los ministros escoceses, de conformidad con la Sección 34 de la Ley de Aviación Civil de 1982 y es patrocinado por la Dirección General de Transportes, que es una de las Direcciones de Finanzas y Crecimiento Sostenible del Gobierno escocés. Informes y cuentas anuales se presentan a los ministros escoceses.

## Aerolíneas y destinos
| Aerolíneas | Destinos                                                                                       |
| ---------- | ---------------------------------------------------------------------------------------------- |
| Loganair   | Aberdeen, Dundee, Edinburgh, Glasgow, Inverness, Kirkwall, Londres-Heathrow Estacional: Bergen |

Notas
1. ↑  Algunos vuelos de Loganair a Inverness operan via Kirkwall.
2. ↑  Los vuelos de Loganair a Londres Heathrow operan via Dundee.

### Cargo
| Aerolíneas | Destinos           |
| ---------- | ------------------ |
| Royal Mail | Aberdeen, Kirkwall |

## Estadísticas
Ver fuente y consulta Wikidata.
| Puesto | Aeropuerto   | Pasajeros | Variación % |
| ------ | ------------ | --------- | ----------- |
| 1      | Aberdeen     | 92.842    | 28,2%       |
| 2      | Edimburgo    | 35.830    | 98,1%       |
| 3      | Glasgow      | 21.468    | 128,3%      |
| 4      | Kirkwall     | 8.967     | 37,2%       |
| 5      | Inverness    | 7.972     | 869,8%      |
| 6      | Bergen       | 1.643     | nueva ruta  |
| 7      | Londres–City | 1.541     | nueva ruta  |
| 8      | Dundee       | 1.334     | nueva ruta  |